# Benjamin Maas
Benjamin Maas (* 23. Januar 1989 in Schwäbisch Hall) ist ein ehemaliger deutscher Fußballspieler.

## Karriere
Nach seinen Jugendstationen wechselte Maas 2008 von der U-19 des VfB Stuttgart in den Drittligakader des SV Sandhausen, kam jedoch zu keinem Einsatz. In der Saison 2009/10 spielte er für 1899 Hoffenheim II in der Oberliga Baden-Württemberg und hatte Anteil an deren Aufstieg in die Regionalliga Süd 2010/11, wo er jedoch innerhalb der Liga von Hoffenheim nach Fürth zur SpVgg Greuther Fürth II wechselte. Nach zwei erfolgreichen Saisons in der vierten Liga wurde Maas beim Drittligisten SV Darmstadt 98 getestet und anschließend verpflichtet. Am 3. August 2012 bestritt Maas dann sein erstes Spiel in der 3. Liga für den SV Darmstadt 98, als er gegen Preußen Münster in der 73. Minute für Benjamin Gorka eingewechselt wurde. Nach der Saison 2017/18 gab er bekannt, seine Karriere auf Grund anhaltender Knieprobleme zu beenden. Von 2019 bis 2021 begleitet Benjamin Maas das Traineramt beim neu gegründeten Verein Celtic Worms FC, wo er im Oktober 2020 noch zu drei Einsätzen in der Kreisliga B Alzey/Worms-Süd kam und einen Teffer erzielen konnte.

## Erfolge
- Hessenpokalsieger: 2013
- Südwestpokalsieger: 2018